# クルースニク
クルースニク (Kresnik) は、スロベニアやイストリア半島に住むスラブ人の間に伝わる吸血鬼ハンター。語源は十字架を意味する「Krat」。ハンガリーではタルボシュ (Talbos)と呼ばれる。

## 概要
クルースニクは、同じ吸血鬼ハンターのダンピールと違って人間の子供である。ただし、白い羊膜に包まれて生まれてくる。そして、赤い羊膜に包まれて生まれてくる吸血鬼クドラク (Kudlak) との戦いを宿命としており、村や町ごとにクルースニクがいる。
普段は凛とした青年の姿をしているが、クドラクと戦う際は互いに馬、豚、牛、猪などに変身して戦う。この時、クルースニクが化けている動物は白いので、簡単にクドラクとの見分けがつく。戦闘時は自分が生まれた時に自分を包んでいた白い羊膜の一片を左脇の下に付着させておくか、その白い羊膜を粉末状にして液体に溶かしたものをあらかじめ飲んでおかないと、クドラクには勝てない。
スラブ地方ではこのクルースニクに纏わる話は様々なバリエーションがあると言われている。例えば上記とは違い神の敵は真の光の使者を倒すことは出来ないため、クルーニスクは常にクドラクに勝利できるという伝承がある。このひとつの伝説は、スロベニア、クロアチア（主にイストリア半島と島々）や他の国で紀元前に存在していた、主神ペルーンが冥界の邪悪な蛇ヴェレスと永久に戦い続けるという神話が発展したものです。ということで、スラブ神話の主神、雷神のペルーンと関連があるようです。ペルーンがクルースニクとなり、冥界の蛇ヴェレスがクドラク(吸血鬼)となったということ。

## クドラク
黒い狼の姿をしており、真の正体は悪の魔術師であるとされる。悪疫や凶作の原因とも考えられていた。
確実に絶命させるためには、セイヨウサンザシで作った杭によって串刺しにするか、膝下の腱を切断した後に埋葬する必要がある。この処置を怠ると、さらに強力な怪物となって蘇る。